# ایواناوا
ایواناوا (به لاتین: Ivanava) یک منطقهٔ مسکونی در بلاروس است که در منطقه بریست واقع شده‌است. ایواناوا ۱۶٬۴۰۰ نفر جمعیت دارد.